# خالد علی سبعه
خالد علی سبعه (انگلیسی: Khalid Ali Sabah؛ زادهٔ ۵ اکتبر ۲۰۰۱) بازیکن فوتبال اهل قطر است.
وی همچنین در تیم‌های ملی فوتبال زیر ۲۳ سال قطر و قطر بازی کرده است.